# Trem Carr
Trem Carr est un producteur de cinéma américain né le 6 novembre 1891 à Trenton et mort le 18 août 1946 à San Diego. Sa carrière, commencée en 1926, se compose de 150 films. Faisant partie du circuit de la Poverty Row, Trem Carr fut un des grands artisans de la série B et en particulier du western. Il fut notamment, avec son ami W. Ray Johnston, le fondateur de la Monogram Pictures.

## Filmographie
- 1926 : The Dixie Flyer réalisé par Charles J. Hunt
- 1927 : The Midnight Watch  réalisé par Charles J. Hunt
- 1929 : The Phantom in the House réalisé par Phil Rosen
- 1930 : Second Honeymoon réalisé par Phil Rosen
- 1932 : Law of the West réalisé par Robert N. Bradbury